# 큰바위 얼굴

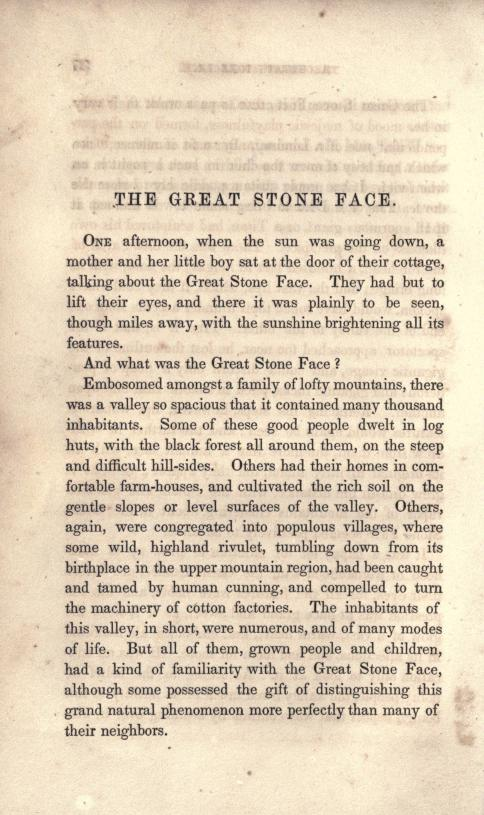
《큰바위 얼굴》은 《눈-이미지와 다른 두 번 이야기한 이야기들》에 등장한다.

《큰바위 얼굴》(The Great Stone Face)은 1850년 너새니얼 호손이 발표한 단편 소설이다. 1852년 티크너, 리드 앤 필즈 출판사에서 간행한 《눈-이미지와 다른 두 번 이야기한 이야기들》(Snow-Image, and Other Twice-Told Tales)이라는 제목의 단행본에 재수록되었다. 이후 여러 차례 재출간되고 문학선집에 수록되었다.
어니스트가 어머니의 영향으로 어린 시절부터 큰바위 얼굴을 닮은 사람을 동경하는 이야기이다. 그의 작품에서 많이 보여지는 분위기답게 교훈적인 내용을 띠며, 막대한 부나 사회적 지위보다 지속적인 자기 성찰이 인간의 위대한 가치를 드높인다는 것을 보여준다.

## 줄거리
호손은 뉴햄프셔주와 비슷한 미국의 어느 주에 있는 시골 계곡을 배경으로 설정한다. 근처 산등성이에 있는 바위 형상을 많은 지역 주민과 방문객들은 사람의 얼굴 모양과 닮았다고 상상한다.
큰바위 얼굴은 장엄한 장난기가 발동한 자연이 만든 작품으로, 산의 수직 절벽에 거대한 바위들이 던져져 적당한 거리에서 보면 사람의 얼굴을 정확히 닮은 모습을 하고 있었다. 마치 거대한 거인이나 티탄이 절벽에 자신의 모습을 조각한 것 같았다. 이마의 넓은 곡선은 높이가 30미터나 되었다...
계곡의 전설에는 아메리카 원주민에게서 전해 내려온다는 예언이 있었다. 언젠가 이 산등성이가 보이는 곳에서 큰바위 얼굴을 닮은 아들이 태어날 것이며, 그를 보는 사람들은 그가 "당대 가장 위대하고 고귀한 인물"임을 알아볼 것이라는 내용이었다. 이 예언은 계곡의 순진한 젊은이 어니스트에게 영감을 주었고, 그는 내면에서 이 영웅을 찾고자 하는 열망을 느꼈다.
시간이 흘러 어니스트가 성인이 되자 산등성이의 이야기가 미국 전역에 퍼졌고, 다른 이들도 영감을 받았다. 어니스트와는 달리 그들 중 일부는 자신이 그 이야기의 영웅이 되기를 바랐다. 그들은 하나씩 계곡을 다시 찾아와 이러한 닮음에 대한 대중의 인정을 구했다. 이러한 미국 영웅 지망생들의 등장이 호손의 서사를 이룬다. 차례로 엄청난 부를 가진 상인, 정복자인 장군, 웅변술로 유명한 정치인, 그리고 마지막으로 뛰어난 작가가 계곡으로 돌아왔다. 찬사를 잠시 즐긴 후, 이 네 사람은 각자 예언을 성취하지 못하게 하는 성격적 결함을 드러냈다. 그들은 모두 얼굴에 작은 결함이 있었는데, 이는 민감한 어니스트가 즉시 알아챈 것으로, 그들이 열렬한 지지자들의 기대에 부응하지 못할 것임을 암시했다.
이러한 실망스러운 일들이 이어지는 동안 어니스트는 나이가 들었으나 여전히 활기찼다. 그는 산골 농부에서 지역의 평신도 설교자가 되었다. 앞선 세 사람과는 달리 자신이 예언을 이루지 못했음을 솔직히 인정한 작가는 어니스트의 즉흥적인 일몰 설교 중 하나를 듣는 것으로 계곡 방문을 마무리했다. 교인들은 어니스트에게 산등성이 아래에서 설교를 해달라고 요청했는데, 그곳에서는 예배자들이 위에 있는 큰바위 얼굴을 볼 수 있었다.

호손은 어니스트의 설교의 절정을 다음과 같이 묘사한다.
그 순간, 그가 말하려던 생각에 공감하며 어니스트의 얼굴은 자비로움이 깃든 위엄 있는 표정을 지었고, 시인은 저항할 수 없는 충동에 팔을 높이 들어 외쳤다. "보라! 보라! 어니스트가 바로 큰바위 얼굴을 닮은 사람이다!" 그러자 모든 사람이 보았고, 통찰력 있는 시인의 말이 사실임을 알았다. 예언은 성취되었다. 하지만 어니스트는 할 말을 마친 뒤 시인의 팔을 잡고 천천히 집으로 걸어가면서도, 자신보다 더 현명하고 훌륭한 사람이 머지않아 나타나 큰바위 얼굴을 닮았기를 여전히 바라고 있었다.

## 창작과 출간 이력
호손은 고향인 매사추세츠주 세일럼의 몰가 14번지에 살면서 세일럼 세관에서 일하던 시기에 《큰바위 얼굴》을 쓰기 시작했을 것으로 추정된다. 이 작품은 1850년 1월 24일 《내셔널 에라》에 처음 발표되었다. 이후 《눈-이미지와 다른 두 번 이야기한 이야기들》에 수록되었다.

## 비평적 해설
뉴햄프셔 주립공원 관리국의 공원 관리자 패트릭 허멀은 2013년, 호손의 단편 소설 《큰바위 얼굴》이 2003년까지 프랑코니아 노치를 내려다보다가 무너져 잔해가 된 실제 지형인 '산악의 노인'(Old Man of the Mountain)을 대중화했다고 밝혔다. '산악의 노인'은 1850년에 이미 유명한 관광 명소였으며, 호손의 독자들도 이를 잘 알고 있었다. 당시 뉴햄프셔 출신 정치인이자 정치가였던 대니얼 웹스터의 얼굴은 자주 산악의 노인과 비교되었으며, 허멀은 이 상원의원과 바위 형상이 여전히 대중의 기억 속에서 함께 떠올려진다고 주장한다. 호손이 이 이야기를 쓸 때 웹스터와 그의 최근 대통령 선거 출마를 염두에 둔 것은 확실하다. 다만 웹스터의 이름을 직접 언급하지는 않고 대신 "늙은 돌 얼굴"(Old Stony Phiz)이라는 별명으로 표현했다.

## 같이 보기
- 관상학